# Astragalus connectens
Astragalus connectens är en ärtväxtart som beskrevs av Dieter Podlech. Astragalus connectens ingår i släktet vedlar, och familjen ärtväxter. Inga underarter finns listade i Catalogue of Life.